# Slag bij Ozawahara
De Slag bij Ozawahara vond plaats in 1530 en was de eerste veldslag van Hojo Ujiyasu, toen vijftien jaar oud. In de slag versloeg Hojo de troepen van de Uesugi-clan onder Uesugi Tomooki. De slag maakte deel uit van een zeventien jaar durend conflict, dat begon met het beleg van Edo, tussen de Hojo en de Uesugi-clan voor de controle over de regio Kanto.